# ボー・ヴァロン
ボー・ヴァロン（英語: Beau Vallon、フランス語: Beau Vallon、セーシェル・クレオール語: Bovalon）は、セーシェルの地区のひとつ。

## 隣接行政区画
- グラシ
- アンス・エトワール
- モン・バクストン
- サン・ルイ
- ベル・オンブ